# Francesco Caccianiga
Francesco Caccianiga (Milán, 6 de agosto de 1700-Roma, 1781) fue un pintor italiano, que trabajó a caballo entre los últimos estertores del barroco y la época neoclasicista. Aunque muy prolífico, careció de originalidad, limitándose a practicar un arte derivado de modelos aprendidos en su juventud.

## Biografía

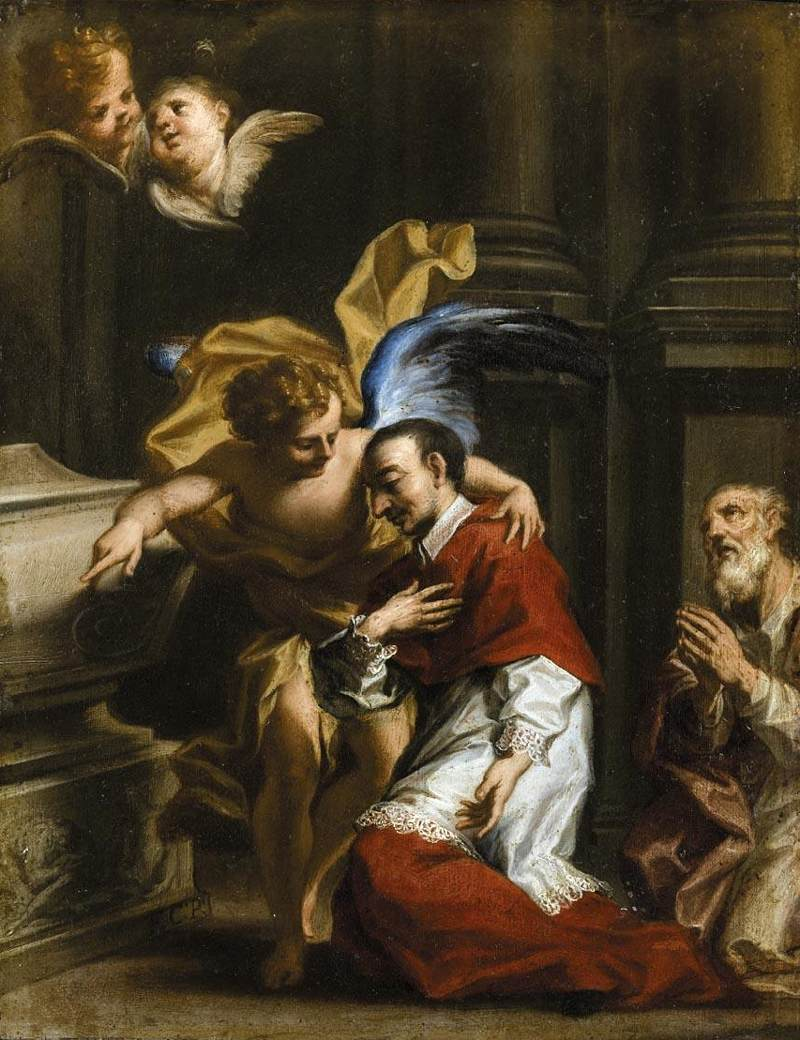
San Carlos Borromeo atendido por un ángel, colección particular.

Nacido en Milán, en 1717 se trasladó a Bolonia, donde se puso a estudiar con Ferdinando Galli-Bibbiena y probablemente también con Carlo Cignani y Marcantonio Franceschini. De estos artistas, últimos representantes de la Escuela Boloñesa, adoptó un estilo clasicista. Poco después (1719) el conde Calderari le encargó un Martirio de Santa Catalina, hoy perdido, en la iglesia milanesa de Santa Maria Beltrade, además de diversas decoraciones de tema bíblico para su palacio.
Caccianiga pronto marchó a Roma, donde en 1727 ganó el primer premio de dibujo en el concurso organizado por la Accademia di San Luca con su Festín de Baltasar (Galleria de la Accademia di San Luca, Roma). Su primera obra de envergadura en la capital fue el San Celso derrota a los sacerdotes paganos para la capilla mayor de Santi Celso e Giuliano (1736-1738). Aquí Caccianiga se nos muestra como un artista al tanto de las últimas novedades de corte neoclásico que empezaban a imponerse en Roma.
En 1740 fue admitido en el Pantheon dei Virtuosi y en la Accademia di San Luca, donde desempeñó varios cargos. Cuando parecía un artista plenamente establecido en el panorama romano, una agria disputa con el Cardenal Furietti le obligó a trabajar en provincias (Ancona, Morrovalle, Camerano), e incluso en Milán y Portugal. Pintó unas sobrepuertas (perdidas) para Carlos Manuel III de Saboya, rey de Cerdeña, que son importantes como punto de partida para el neoclasicismo.
Después de 1760 podrá regresar a Roma, donde trabajará en las decoraciones de la Casa Gavotti y el Palazzo Vidoni. Probablemente contemporáneas a estas obras son sus pinturas para la capilla de la Universidad de Salamanca. De 1773-1774 data su obra más conocida, la Aurora del Palazzo Borghese. Cinco años después realizaría una Caída de Faetón para la Villa Borghese, su último trabajo conocido.

## Obras destacadas

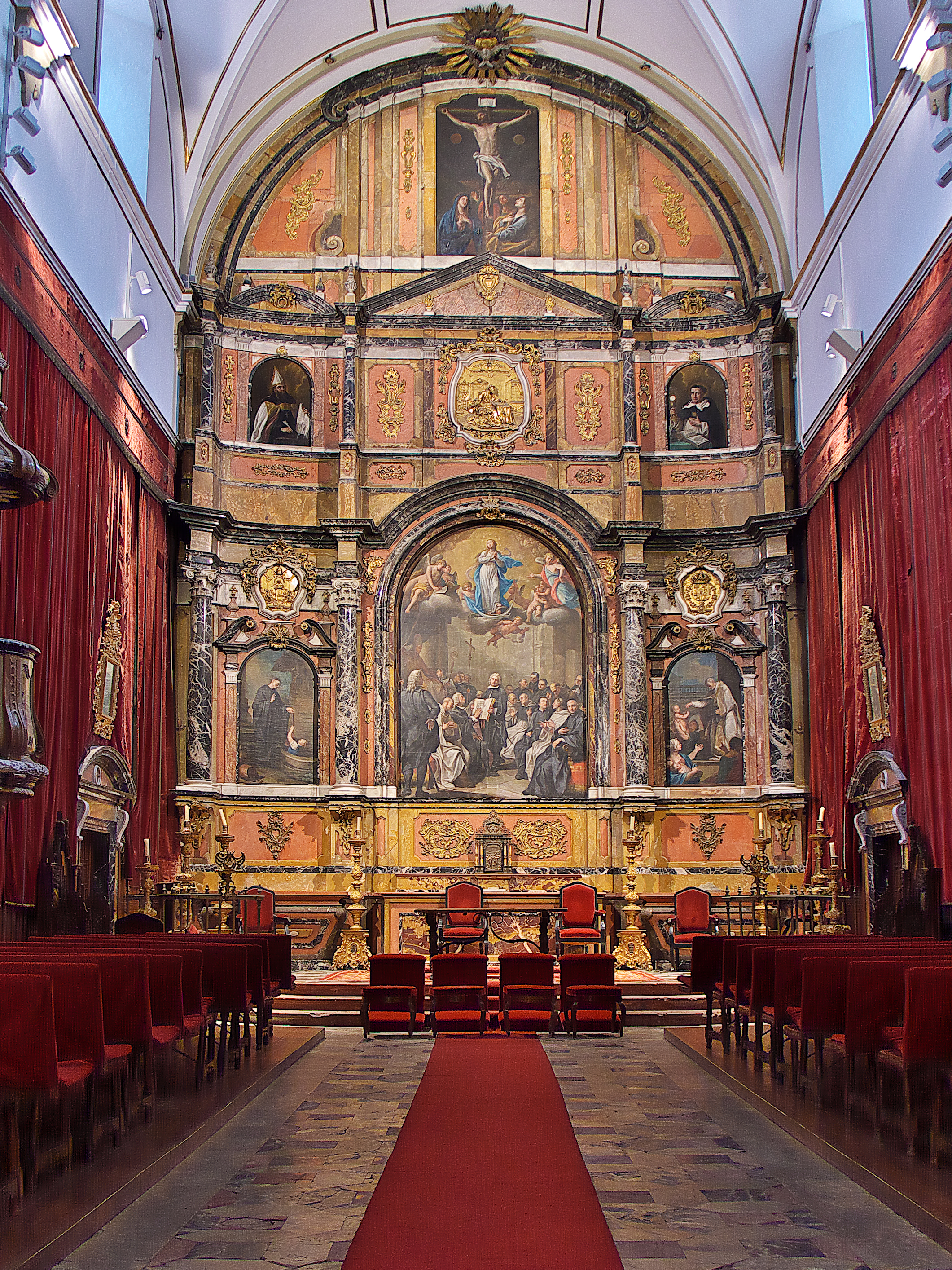
La jura de los doctores ante la Inmaculada. Escuelas Mayores.

- Martirio de Santa Catalina (1719, Santa Maria Beltrade, Milán), perdido.
- San Celso derrota a los sacerdotes paganos (1736-38, Santi Celso e Giuliano, Roma)
- Juramento de la Purísima Concepción (1763, Universidad de Salamanca)
- Santo Tomás de Villanueva dando limosna a un niño en brazos de su madre (1764, Universidad de Salamanca)
- Aurora (1773-74, Palazzo Borghese, Roma)
- Caída de Faetón (1778, Villa Borghese, Roma)